# 榊うらら
榊 うらら（さかき -、1981年7月1日 - ）は、日本の元AV女優。

## 略歴
- 2001年1月にデビュー。
- 2004年からはVシネマにも出演していた。

## 人物
- 趣味：散歩・スポーツ
- 特技：お料理、イラスト

## 作品

### アダルトビデオ
- 半熟聖女　第2章.（2001年1月22日 h.m.p）
- ナマナマうらら ぬっちょり乙女のエクスタシー（2001年2月21日 h.m.p）
- Tバック秘書「脱がせてください・・・」 （2001年3月22日 h.m.p）
- まるで変態 虐めてビラビラ （2001年4月26日 h.m.p）
- DREAM GIRLS ハメ撮り（2002年8月26日、プリンセスロード）
- DREAM GIRLS 女子校生（2002年8月26日、プリンセスロード）
- WOW!!榊うらら（2003年5月2日、デジタルバンク）
- 美少女教育 榊うらら（2003年5月15日、タカラ映像）
- ロリッ面にスペルマ!! 榊うらら（2003年5月25日、タカラ映像）
- 長瀬あい&堤さやか&榊うららの夢の4Pハメ撮り（2003年11月20日、素人倶楽部）
- あい&さやか&うららの〇秘プライベート（2004年2月9日、素人倶楽部）
- 堤さやかと榊うららのコスプレ3P（2004年3月24日、素人倶楽部）

### Vシネマ
- ラブホテル 初めての体験（2004年5月12日、レジェンド・ピクチャーズ）
- 世にも淫裸な物語 派遣社員嬢の淫夢告白（2004年9月7日、TMC）
- プライベート・レッスン～家庭教師の胸元～（2005年4月15日、大蔵映画）